# Studebaker Conestoga
La Conestoga è un'autovettura station wagon costruita dalla Studebaker dal 1954 al 1955.

## Contesto
La casa automobilistica di South Bend la fabbricò interamente in acciaio, e scelse il nome Conestoga in omaggio alla produzione Studebaker precedente a quella delle automobili, vale a dire quella di carri, che fu intrapresa dal 1852 ai primi inizi del XX secolo.
La Studebaker Conestoga aveva un passo di 2959 mm. Il veicolo era una station wagon a due porte, ed aveva il portellone posteriore con apertura in due pezzi per l'accesso al vano di carico.
La Conestoga era anche disponibile in versione ambulanza, che la Studebaker chiamò Ambulet. Essa includeva una barella, delle croci rosse adesive e altre dotazioni tipiche delle ambulanze. La Ambulet fu anche usata dalla polizia, dai vigili del fuoco e come carro funebre.
La Studebaker interruppe la produzione della Conestoga alla fine del 1955, sebbene il corpo della vettura fu utilizzato come base per modelli seguenti, come ad esempio la Lark.